# Белорусская федерация ориентирования
Беларуская федерация ориентирования (бел. Беларуская федэрацыя арыентавання; англ. Belarusian Orienteering Federation, сокращенно — БФО) — общественная спортивная организация Республики Беларусь, которая занимается развитием и популяризацией ориентирования, всех его разновидностей, в которых используется карта, компас, иные технические средства. Является полноправным членом Международной федерации спортивного ориентирования.

## История

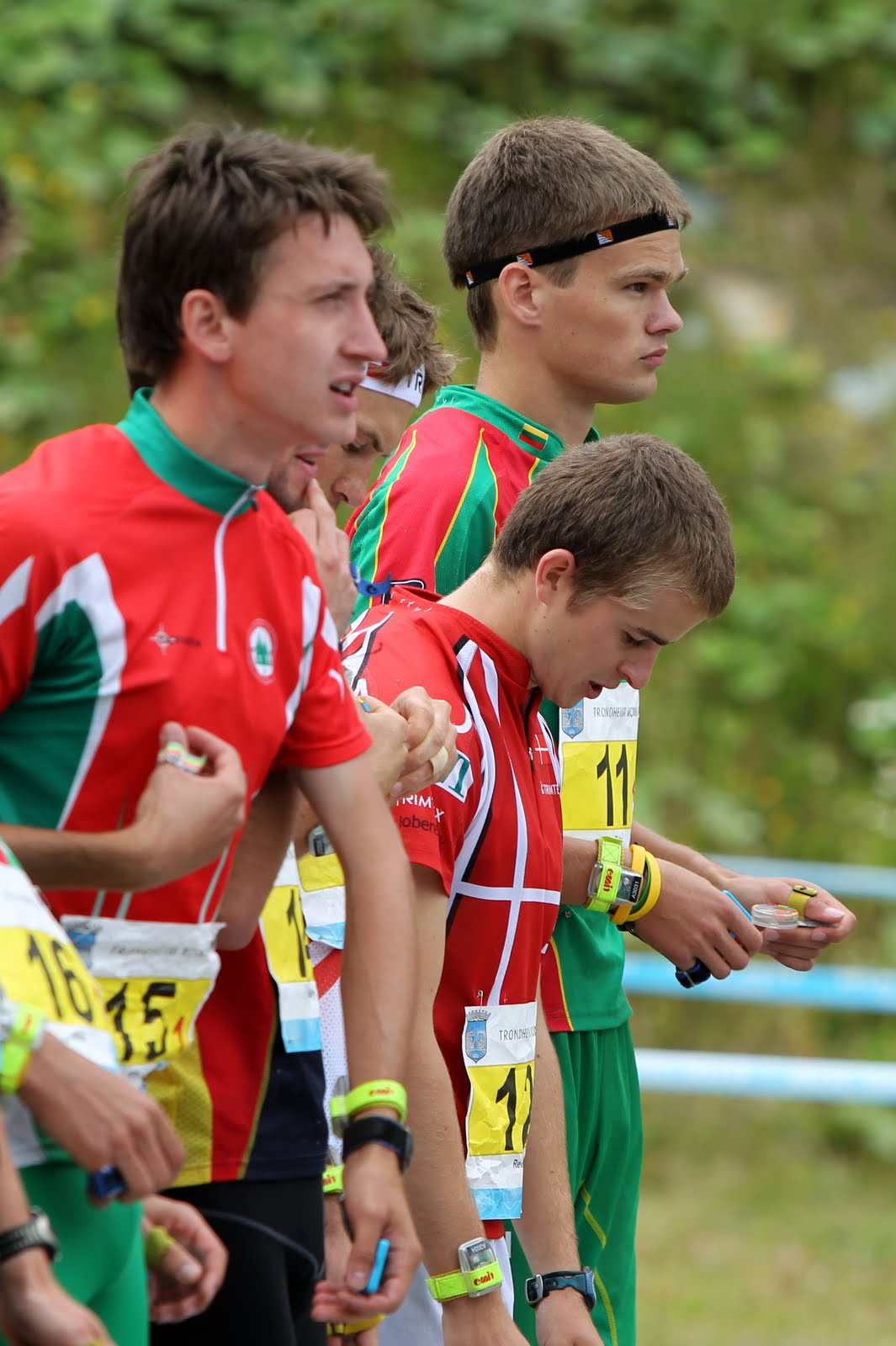
Перед стартом эстафетных команд Чемпионата мира по спортивному ориентированию 2010. Слева — Алексей Алексеенок (номер 15-1), член сборной команды Республики Беларусь

23 ноября 1991 года в г. Минске проведена конференция, которая приняла решение об образовании Федерации ориентирования Беларуси, утвердила Устав и выбрала руководство федерации.

## Председатели
- Королевич Андрей Геннадьевич (1993—1995)
- Роговский Виталий Федорович (1995—2011)
- Морозов Андрей Витальевич (2011—2015)
- Яковлев Андрей Сергеевич (2015—2019)
- Лабчевский Алексей Игоревич (2019—2023})
- Яковлев Андрей Сергеевич (2023—н. в.)